# プラスティック・ナイトメア/仮面の情事
『プラスティック・ナイトメア/仮面の情事』（英: Shattered）は、1991年のアメリカ映画。原作はアメリカのサスペンス小説家リチャード・ニーリイの同名小説。

## ストーリー
ダンは交通事故によって重傷を負い、後に奇跡的に回復するが記憶を失ってしまう。中々記憶を取り戻せず、生活にもなじめずに悩んでいたダンは、あるとき妻のジュディスが浮気していることを知り、探偵を雇って探ろうとする。

## キャスト
- ダン・メリック：トム・ベレンジャー
- ジュディス：グレタ・スカッキ
- ガス・クライン：ボブ・ホスキンス
- ジェブ・スコット：コービン・バーンセン
- ジェニー・スコット：ジョアンヌ・ウォーリー＝キルマー
- ナンシー：スコット・ゲットリン
- コスタ：セオドア・ビケル

### 日本語吹き替え
以下の吹き替え版は、VHS版のもので、現在ジャパンホームビデオが発売しているDVD版には吹き替え音声が収録されていない。
- ダン・メリック：小林勝彦
- ジュディス：平淑恵
- ガス・クライン：富田耕生
- ジェブ・スコット：有本欽隆
- ジェニー・スコット：吉田理保子
- ナンシー：井上喜久子
- コスタ：幹本雄之

- その他吹き替え：茶風林／鈴木れい子／塚田恵美子／伊藤栄次